# (468415) 2016 GZ204
(468415) 2016 GZ204 es un asteroide perteneciente al cinturón de asteroides, descubierto el 22 de diciembre de 2005 por el equipo Spacewatch desde el Observatorio Nacional de Kitt Peak (Arizona, Estados Unidos).